# Hjartholmen (Sveio)
Ne doit pas être confondu avec Hjartholmen.
Hjartholmen est une île norvégienne dans le landskap Sunnhordland du comté de Vestland. Il appartient administrativement à Sveio.

## Géographie
Rocheuse et pratiquement désertique, à fleur d'eau, elle s'étend sur environ 262 m de longueur pour une largeur approximative de 150 m. 